# 赛盖德
赛盖德（法語：Saiguède，法語發音：[sɛɡɛd]）是法国上加龙省的一个市镇，属于米雷区。

## 地理
赛盖德（43°31'45"N, 1°8'38"E）面积11.86 平方千米，位于法国奧克西塔尼大區上加龙省，该省份为法国西南部内陆省份，西南端与西班牙接壤，自此顺时针与上比利牛斯省、热尔省、塔恩-加龙省、塔恩省、奥德省和阿列日省接壤。
与赛盖德接壤的市镇（或旧市镇、城区）包括：奥索内尔河畔邦雷波、丰特尼耶、圣富瓦-德佩罗利耶尔、圣利斯、圣托马。

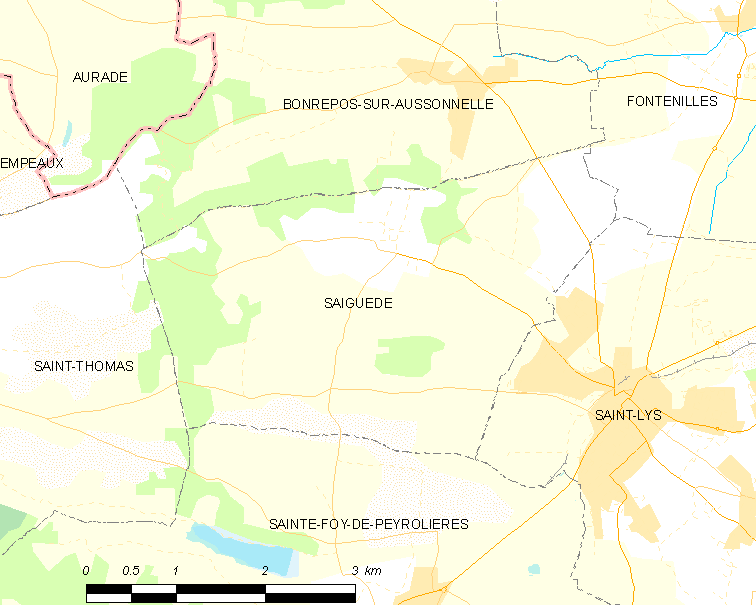
赛盖德的OSM定位图

赛盖德的时区为UTC+01:00、UTC+02:00（夏令时）。

## 行政
赛盖德的邮政编码为31470，INSEE市镇编码为31466。

## 政治
赛盖德所属的省级选区为图什河畔普莱桑斯县。

## 人口

1962-2008年间赛盖德人口变化图示

赛盖德于2022年1月1日时的人口数量为798人。